# Gran paro de Chone
Se denomina Gran paro de Chone al intenso conflicto que soportó el cantón Chone en la provincia de Manabí, Ecuador, desde el 4 de julio de 2005 hasta septiembre del año 2006. El objeto de las manifestaciones era sacar de la alcaldía del cantón a Eliécer Bravo, quien había sido reelecto por el Partido Social Cristiano y cumplía su segundo mandato (2005-2009), a quien se acusaba de corrupción; el "paro" consistió en extensas aunque intermitentes paralizaciones e intensas jornadas de protesta.

## Inicio

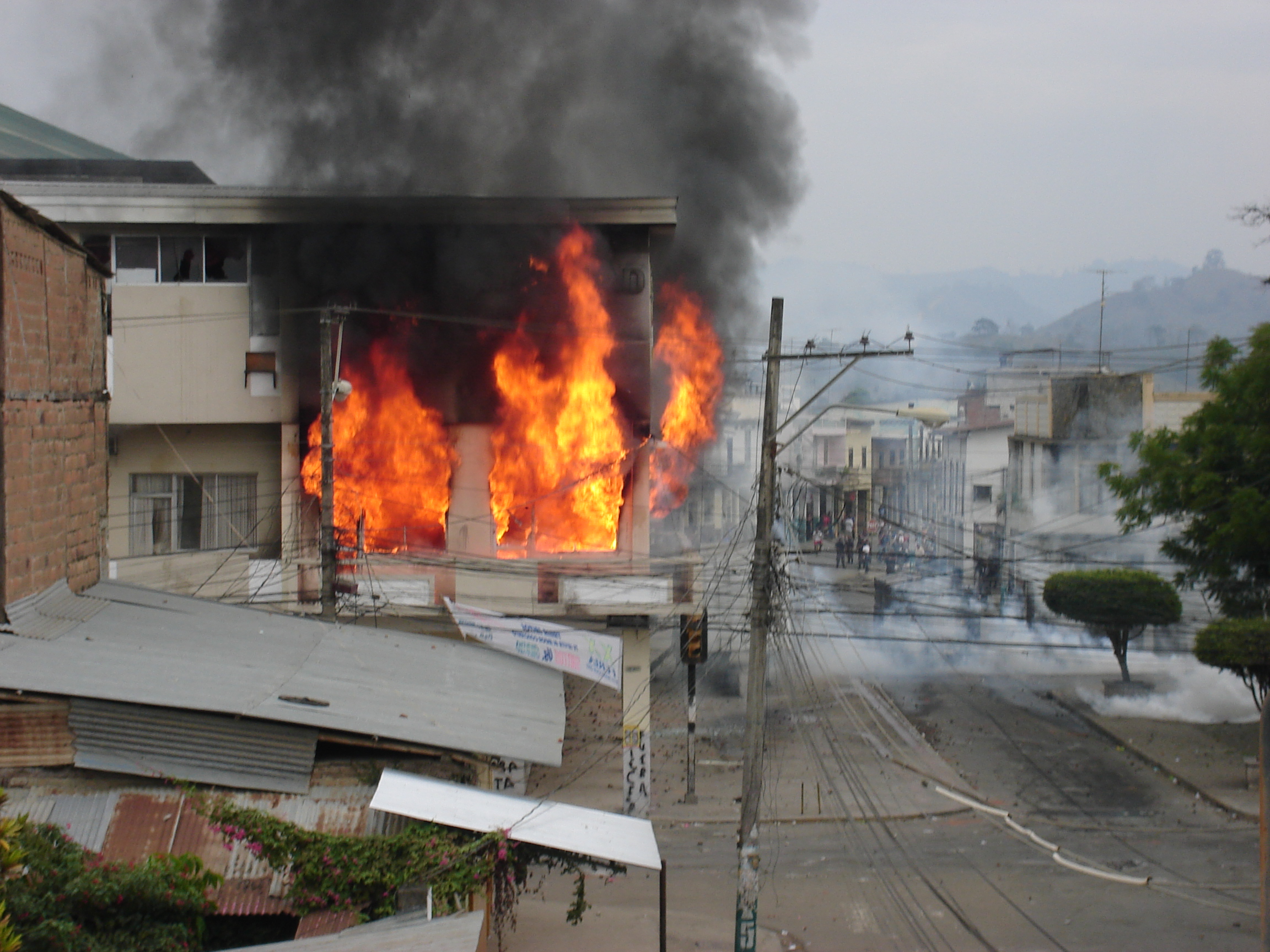
Masivo Incendio a la Casa Municipal de Chone en contra del entonces Alcalde Eliecer Bravo.

Todo inició el lunes 4 de julio de 2005 cuando manifestantes opositores a Eliécer Bravo llegaron hasta el edificio municipal y con piedras y palos lograron sacar a Bravo y a los concejales. A partir de este hecho en Chone se vivieron jornadas de intensa violencia, pues en muchas ocasiones las protestas sirvieron de motivo para el saqueo y la agresión a locales comerciales, entidades bancarias y personas. Para muchos fue uno de los peores episodios de la historia chonense.

## Antecedentes
El conflicto debe sus orígenes en el indebido manejo de los recursos municipales y las oscuras maniobras que se hicieron presente hasta la fecha que desempeñó el cargo como alcalde del Cantón Chone; asimismo al descrédito del grupo de ediles quienes en su mayoría actuaron al beneficio de sus mutuos intereses económicos. Sus opositores y buena parte de la ciudadanía había llegado a la conclusión de que el alcalde Eliécer Bravo manejaba el municipio como un feudo y negocio personal y no como un cabildo. La discordia se hizo más intensa a medida que el alcalde daba nuestras de incapacidad académica y moral para ejercer el cargo, poniendo en ridículo su imagen.
Era la época de las emergencias de los decretos ejecutivos donde el entonces presidente de República Alfredo Palacio se vio presionado por las autoridades seccionales para abastecer la distribución de recursos en la mayoría de las instituciones municipales que clamaban por la ausencia de dinero para solventar los gastos de proyectos y pago de sus funcionarios, por aquel momento la ciudad de Portoviejo se alzaba en un paro general encabezado por su alcaldesa Patricia Briones para exigir al gobierno cumplir con las promesas y la transferencia de recursos asignados. El gobierno dio a mostrar su incapacidad para poder controlar las revueltas populares que estaban siendo lideradas por las mismas autoridades municipales.
Con los decretos de emergencia emitidos desde Carondelet el pueblo chonense se sintió traicionado y ofendido, ya que la libertad de expresión fue mancillada y suprimida por la autoridad presidencial que se encontraba muy discapacitada para dominar la aceptación de gestiones transitorias que supuestamente ofrecieron "Refundar la República", como se lo dijo tras la caída del gobierno de Lucio Gutiérrez. Ese tipo de incursiones gubernamentales en buena parte instigó a los habitantes, principalmente a la comunidad neutral y particular (comerciantes, burócratas, obreros, sindicalistas, docentes de la educación, etc) de Chone para que se encontrase la solución al conflicto, presionando en cada enfrentamiento a la policía y a los miembros del Comité de Paro (encabezado por la oposición y viejas rivalidades políticas a nivel local) para que cesen las aspersiones de gases nocivos para la salud y el constante ataque a la propiedad privada que se vio saqueada.

## El conflicto
El parentesco político polarizó a la ciudadanía obligándola a vivir en medio de incertidumbres, inseguridades, saqueos debido al desorden reinante (la ciudad estaba sucia por todos los lados y lugares) y faltaba la garantía a los derechos humanos. Cuando la gente salió a las calles organizando varias protestas masivas demostrando rechazo absoluto al conflicto, solía suceder lo inesperado. Todo terminaba en convulsiones y fanatismos, por un lado los seguidores del alcalde cuestionado se escudaban dentro de las marchas, por otro, la oposición siempre dio criterios de amenaza, y por último la policía se vio inmiscuida en graves errores de cálculo, cuando en una marcha caracterizada por padres y madres de familia con sus hijos a los lados fue atacada por el bando policial, distinguiéndose claramente el daño cometido a la ciudadanía. 
Todo esto obligó a mucha gente a emigrar para otras ciudades porque todo ya era insoportable, no se podía vivir en una ciudad con el peligro cerca de cualquier establecimiento y entidad. Chone se encontraba sumido, quizás hasta ahora, en la peor crisis política, social y económica de toda su historia. Cayó la producción desapareciendo el ritmo económico del cantón, hasta su recuperación, cuando las sublevaciones bajaron de tono y se empezó a notar los altos índices de pobreza que el caos había causado.

## Conflicto en los medios
Cuando a mediados del 2005 la mayoría de noticieros, periódicos y prensa en general del país daban a conocer mediante sus informes instantáneos de última hora el problema sociopolítico que atravesó Chone por más de dos años seguidos en un paro global que degeneró las instituciones municipales y del cabildo encabezadas por el gobierno de la alcaldía de turno que estaba en aquel entonces representado por la figura política de Eliécer Bravo, quien pertenecía a un partido político muy cuestionado en el país (Partido Social Cristiano) que tenía dominado la mayoría de escaños electorales en los gobiernos seccionales y en las bancadas del congreso. 
El problema llegó a mayores cuando apareció un video de un cuestionado grupo de encapuchados amenanzando con crear una guerrilla, desencadenando una preocupación general.
Las noticias del conflicto del paro de Chone alcanzaron un interés nacional casi de forma diaria debido a los enfrentamientos ocurridos en pleno casco urbano a la luz del día cuando las cadenas de televisión nacional enviaban corresponsales a la ciudad para dar a conocer reportajes exclusivos de lo que acontecía en este devastador conflicto.

## Salida del alcalde
En septiembre del año 2006 un grupo de concejales de Chone desconoció a Bravo reconoció como alcalde a Ramón Polibio Arteaga, quien renunció y dio paso a Horacio Barberán. Este último debió dejar el cargo por problemas legales y le sucedió Dan Vera.
Por aquel tiempo la reputación de la gestión de Bravo se sumía en la impopularidad de los habitantes de la ciudad que cuestionaban en su mayoría la oscuridad de sus maniobras y su vinculación socialcristiana, partido relacionado con la vieja y desprestrigiada partidocracia nacional. La interrogante de su desempeño como alcalde será siempre la razón por la cual el pueblo de Chone lo volvió a reelegir en sus funciones.